# Police Officer
Pour plus de détails, voir Fiche technique et Distribution.
Police Officer est un film indien de Bollywood réalisé par Ashok Gaikwad, sorti le 5 juin 1992.
Le film met en vedette Jackie Shroff, Karisma Kapoor, Paresh Rawal et Sadashiv Amrapurkar. Il se classe 13e au box office indien.

## Fiche technique
- Titre : Police Officer
- Titre original :
- Réalisation :	Ashok Gaikwad
- Scénario :
- Photographie :
- Montage :
- Musique : Anu Malik
- Direction artistique :
- Décors :
- Costumes :
- Son :
- Cascades : Debbie Evans
- Producteur : Salim Akhtar
- Société de production : Aftab Pictures
- Société de distribution : NH Studioz
- Budget :
- Pays d'origine :  Inde
- Tournage :
- Langue : Hindi
- Format : Couleurs
- Genre : Film d'action
- Durée : 158 minutes (2 h 38)
- Dates de sortie :
  -  Inde : 5 juin 1992

## Distribution
- Todd Howard : Tommy Jones
- Jackie Shroff : Inspecteur Jai Kishen / Jai Ram
- Karisma Kapoor : Bijali
- Aruna Irani : Sita Verma
- Paresh Rawal : Chimanlal
- Gulshan Grover : John
- Sadashiv Amrapurkar : Badri Prasad
- Ajit : Dindayal
- Tinnu Anand : Verma
- Goga Kapoor : DIG
- Raza Murad : Commissaire de police Khan
- Satyajeet : Inspecteur Yadav